# Notiomys edwardsii
Notiomys edwardsii är en däggdjursart som beskrevs av Thomas 1890. Notiomys edwardsii är ensam i släktet Notiomys som ingår i familjen hamsterartade gnagare. IUCN kategoriserar arten globalt som livskraftig. Inga underarter finns listade.
Denna gnagare når en kroppslängd (huvud och bål) av cirka 9 cm och en svanslängd av 4 till 5 cm. Vikten varierar mellan 18 och 25 gram. Pälsen har på ryggen en brun färg och undersidan är vitaktig. Öronen är små och näsan har ett läderartat hölje. Vid framtassarna har Notiomys edwardsii påfallande långa klor.
Arten förekommer i södra Argentina från provinsen Río Negro till Santa Cruz. Habitatet utgörs av stäpper eller klippiga områden med glest fördelade buskar. Individerna lever främst underjordiska. De äter insekter och några frön.